# Trilha da Adutora
Trilha da Adutora é um bairro do distrito de Samaná, Praia Grande/SP. Recebe este nome por causa da adutora localizada no bairro. Essa adutora abastece a cidade de Praia Grande e suas vizinhas do Litoral Sul: Peruíbe, Itanhaém, Mongaguá e São Vicente através da captação das águas dos rios Mambo (ou Mambu) e Branco. Por essa razão essa distribuição é chamada de Sistema Mambo-Branco.
No entanto, o grande número de turistas de verão (que já chegou a 1,5 milhão), aliado ao acelerado crescimento demográfico da cidade, já vem causando falhas no abastecimento em alguns bairros na alta temporada.
Diante disso, o governador José Serra, a Sabesp e algumas empresas privadas já iniciaram o processo de expansão do Sistema e a criação de uma estação em Itanhaém, através do Programa Onda Limpa, o que deve levar grandes obras ao bairro em breve.